# Dolná Strehová
Dolná Strehová (allemand : Unterstriegau,  hongrois : Alsósztregova) est un village de Slovaquie situé dans la région de Banská Bystrica.

## Histoire
La première mention écrite du village date de 1251.

## Démographie

### Évolution de la population
| Année:               | 1994. | 2004.   | 2014.   | 2024.   |
| -------------------- | ----- | ------- | ------- | ------- |
| Nombre de personnes: | 1050  | 1017    | 1046    | 1007    |
| Différence:          |       | -3,14 % | +2,85 % | -3,72 % |

| Année:               | 2023. | 2024.   |
| -------------------- | ----- | ------- |
| Nombre de personnes: | 995   | 1007    |
| Différence:          |       | +1,20 % |

## Personnalités liées
- János Severini (1716-1789), enseignant et historien hongrois y est né en 1716